# Volkold I. von Malsburg
Volkold I. von Malsburg (auch: Folkold; * um 1040; † 1097) war der Stammvater der Grafen von Nidda aus dem Hause Malsburg.

## Herkunft
Volkold entstammte einem nordhessischen Geschlecht von Edelfreien, das sich nach dem Ende der konradinischen Herrschaft im Hessengau im 10. Jahrhundert eine kleine Herrschaft im Raum Zierenberg im sächsischen Hessengau geschaffen hatte und auf der Malsburg residierte. Er tritt erstmals im Jahre 1062 beurkundend in Erscheinung, war demnach zu diesem Zeitpunkt bereits volljährig.

## Vogt von Nidda
Schon bald danach, wohl während der Amtszeit des Fuldaer Abts Widerad von Eppenstein (1060–1075), wurde er als Vogt über den im Gericht Bingenheim zusammengefassten Streubesitz der Abtei Fulda in der nördlichen Wetterau – die sogenannte Fuldische Mark – und die Besitzungen im Niddatal eingesetzt, da das Kloster die Blutgerichtsbarkeit nicht selbst ausüben konnte, gleichzeitig weltlichen Schutz für seine Besitzungen benötigte. Für diese Dienste erhielt er die Hälfte der dazugehörigen Ortschaften, ausgenommen die Burg Bingenheim, als fuldisches Lehen. Volkold residierte nunmehr auf der erstmals im Jahre 1064 genannten Burg Bingenheim.
Um 1086 erbte Volkold auch die Burg Schartenberg bei Zierenberg in Nordhessen.
Es ist nicht erwiesen, ob Volkold I. oder vielleicht erst sein Sohn Volkold II. die Wasserburg in Nidda errichtete, die den staufischen Kaisern zur Sicherung der vorbeiführenden Handelsstraßen diente. Möglicherweise vollendete der Sohn den vom Vater begonnenen Bau. Bekundet ist zumindest, dass der Gerichtsbezirk Bingenheim schon in dieser Zeit auch als „Grafschaft Nidda“ bezeichnet wurde. Allerdings ist erst 1104 bezeugt, dass mit Volkold II., der seinen Sitz von der Burg Bingenheim nach Nidda verlegte, ein Mitglied der Familie als „Graf von Nidda“ bezeichnet wurde.

## Ehe und Nachkommen
Volkold war mit Friederuna aus dem Hause der im Werragebiet begüterten Bilsteiner verheiratet, und die beiden hatten drei Söhne:
- Udalrich blieb auf dem ererbten Besitz der Familie in Nordhessen und starb kinderlos.
- Volkold II. (* 1070, † um 1130) folgte dem Vater als fuldischer Vogt in der Wetterau. Er residierte zunächst auf der Burg Bingenheim, später in Nidda, erwarb durch seine Heirat mit Luitgart von Nürings weiteren Besitz im Raum Nidda, aus dem sich der allodiale Bestandteil der Grafschaft Nidda konstituierte, und bezeichnete sich spätestens seit 1104 als Graf von Nidda.
- Bernhard erbte die Burg Schartenberg und Familiengüter im hessisch-sächsischen Grenzgebiet und hatte einen Sohn, Amelung.